# Hecistopsilus setososquamea
Hecistopsilus setososquamea är en skalbaggsart som beskrevs av Leon Fairmaire 1887. Hecistopsilus setososquamea ingår i släktet Hecistopsilus och familjen Melolonthidae. Inga underarter finns listade i Catalogue of Life.